# Lagoa Mirim (laguna)
Lagoa Mirim (port. Lagoa Mirim, hiszp. Laguna Merín) – laguna położona w Ameryce Południowej, w pobliżu Oceanu Atlantyckiego, na granicy Brazylii i Urugwaju. Zajmuje powierzchnię ponad 3500 km² (według innych źródeł około 2500 km²). Jej głębokość maksymalna wynosi 12 m. Od Oceanu Atlantyckiego oddzielona jest zabagnioną mierzeją o szerokości do 55 km. Kanałem São Gonçalo połączona jest z Lagoa dos Patos. Brzegi laguny są na ogół niskie, a jej wody wykorzystywane są do zalewania pól ryżu znajdujących się w jej pobliżu.